# Ratho
Ratho es una localidad situada en el concejo de Edimburgo, en Escocia (Reino Unido), con una población estimada a mediados de 2016 de 1950 habitantes.
Se encuentra ubicada al este de Escocia, a poca distancia al sur de la costa del fiordo de Forth (mar del Norte).